# Leucettusa pyriformis
Leucettusa pyriformis är en svampdjursart som beskrevs av Brøndsted 1927. Leucettusa pyriformis ingår i släktet Leucettusa och familjen Leucaltidae. Inga underarter finns listade i Catalogue of Life.